# 俄格戰爭
俄格戰爭是2008年8月在格鲁吉亚境内发生的一场战争，交战一方为格鲁吉亚，另一方为俄罗斯，以及由俄罗斯支持、单方面宣布独立的南奧塞梯和阿布哈茲。战争爆发前，交战双方曾陷入外交危机。战斗发生在具有重要战略意义的南高加索地区，被视为21世纪的第一场欧洲战争。
苏联解体时，格鲁吉亚共和国于1991年3月宣布独立。然而，此前格鲁吉亚与南奥塞梯分裂分子爆发战争，使前南奧塞梯自治州的部分地区处于俄罗斯支持但未获国际承认的南奥赛梯共和国的实际控制之下。1992年，一支由格鲁吉亚、俄罗斯和奥塞梯部队组成的联合维和部队进驻该地区。阿布哈兹地区也出现了类似的僵局，阿布哈兹分裂分子曾于1992至1993年在该地区发动战争。2000年弗拉基米尔·普京当选俄罗斯总统，2003年格鲁吉亚亲西方政权更迭，此后俄罗斯与格鲁吉亚的关系开始恶化。2008年4月，当北约承诺考虑格鲁吉亚加入北约的申请时，两国全面陷入外交危机。
2008年8月1日，俄罗斯支持的南奥塞梯部队开始炮击格鲁吉亚村庄，格鲁吉亚维和人员在该地区进行了零星反击。随后南奥塞梯分离主义分子不断加强炮击，违反1992年停火协议。为了结束这些袭击，格鲁吉亚军队于8月7日被派往南奥塞梯冲突地区，并在数小时内控制了分离主义分子据点茨欣瓦利的大部分地区。而在格鲁吉亚军队做出反应之前，已有俄罗斯军队通过羅克斯基隧道非法越过俄格边境，进入南奥塞梯冲突区。俄罗斯声称格鲁吉亚实施“种族灭绝”和“侵略南奥塞梯”，并于8月8日对格鲁吉亚发动了全面的海陆空入侵，将其称为“执行和平”行动。俄军和南奥塞梯军队在南奥塞梯及其周边地区与格鲁吉亚军队交战数日，直到格鲁吉亚部队撤退。俄军和阿布哈兹军队还进攻格鲁吉亚控制的科多里峡谷，开辟了第二战场。俄罗斯海军封锁了部分格鲁吉亚的黑海海岸线，俄罗斯空军亦袭击了冲突区内外的目标。此次战争也是史上首次网络战与军事行动同时进行的战争，双方的信息战一直持续到冲突之后。8月12日，在法国总统尼古拉·萨科齐的斡旋下，双方达成停火协议。
俄罗斯军队暂时占领了格鲁吉亚城市祖格迪迪、塞納基、波季和哥里，并在停火后继续占领这些城市直到撤军。南奥塞梯人摧毁了南奥塞梯大部分格鲁吉亚族村庄，并对格鲁吉亚人进行种族清洗。8月26日，俄罗斯承认阿布哈兹和南奥塞梯从格鲁吉亚独立，格鲁吉亚于9月2日宣布与俄罗斯断交。10月8日，俄罗斯基本完成了从格鲁吉亚无争议领土的撤军。俄罗斯的国际关系基本未受影响。战争造成19.2万人流离失所。虽然许多人在战后重返家园，但截至2014年，仍有 20272人流离失所，其中多数为格鲁吉亚族人。2021年，欧洲人权法院裁定，俄罗斯对分离主义地区保持“直接控制”，应对当地发生的严重侵犯人权行为负责。2022年，国际刑事法院向冲突期间对格鲁吉亚人犯下战争罪的三名俄罗斯人发出逮捕令。

## 背景
俄国内战时期，奥塞梯人建立了苏维埃政权，要求同苏维埃俄国合并，同当时的格鲁吉亚民主共和国发生了冲突，苏联时期的奥塞梯人聚居区被分为两个部分，南部作为归属格鲁吉亚苏维埃社会主义共和国的一个自治州，苏联解体时格鲁吉亚的南奥塞梯自治州也宣布脱离喬治亞独立，喬治亞则表示反对。喬治亞—南奥塞梯双方因此曾发生小型流血冲突，直至1992年俄罗斯、喬治亞、南奥塞梯等各方达成协议，各自在该地区驻扎部队维持和平，地区紧张局势得以缓解。
格鲁吉亚发生“玫瑰革命”后，原来在美俄之间平衡的谢瓦尔德纳泽倒台，喬治亞亲欧美的总统萨卡什维利在2004年1月大选中获胜，喬治亞积极推进加入北约的进程，并得到美国等国家的支持，与俄罗斯关系恶化。

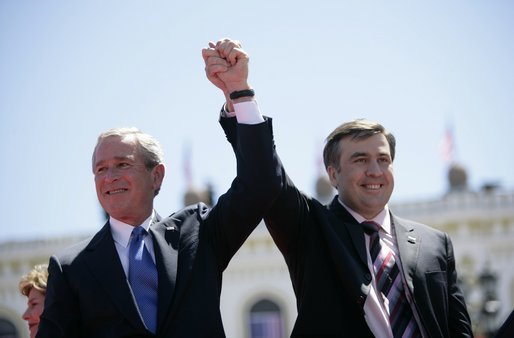
萨卡什维利与小布什

2008年4月，布加勒斯特北约国家领导人峰会期间曾表示，喬治亞在符合相关标准的情况下，可以加入北约，此舉引起俄羅斯的警觉。4月20日，一架喬治亞無人駕駛偵察機在另一個自行宣佈獨立的阿布哈茲自治共和國上空被擊落。喬治亞指控說，他們所公佈的无人机在被击落前传回的錄影畫面顯示，該偵察機是被一架俄羅斯米格-29戰機擊落的，并认为這是對喬治亞的侵略行為。俄羅斯對此則予以否認。
2008年7月5日，俄羅斯開始在包括北奧塞梯在內的北高加索地區，舉行名為高加索前哨（Caucasus Frontier 2008）的大規模軍事演習。7月15日至7月31日，在邊境的另一邊，則是由美國政府計畫與出資8百万美元，由1000名美国军事人员、1630名喬治亞军事人员與其他同為古阿姆集團成員的乌克兰、阿塞拜疆和摩尔多瓦各10名军事人员在喬治亞首都提比里斯附近舉行名為即刻回應（Immediate Response 2008）的多國聯合軍事演習。雙方演習升高了邊境的緊張情勢。美方参演的军事人员以驻欧部队成员为主，亦含驻伊拉克、阿富汗的作战部队成员，在喬-俄交火期间一直未离开格鲁吉亚。
2008年8月8日，北京奥运会开幕，俄罗斯总理普京正在北京市而俄羅斯總統梅德韋傑夫正在度假，同日格鲁吉亚向南奥塞梯发动大规模进攻。时任喬治亞总统萨卡什维利事后表示，进攻前得到美军非官方承诺，如果格鲁吉亚与俄罗斯对峙，北约将向格鲁吉亚提供军事援助。8月9日俄总理普京离开北京飞至南奥塞梯前线，俄军在后续的5天中迅速击溃喬治亞军，并于8月12日攻入格鲁吉亚，其间在喬美军保持观察员身份，也未提供军事援助。8月14日美国总统布什公开表示对喬治亞方面支持（非直接与俄方交火，仅以提供“人道主义”物资等方式），授令当地美军就地转入对格鲁吉亚进行强有力的“人道主义援助”，似有警示俄罗斯的意图。8月15日喬治亞总统向俄递出了由其签字的“停战协定”，次日即16日俄方表示接受并签字。8月18日俄军开始从格鲁吉亚撤军。

## 戰事

### 8月1日至8月7日：前哨戰
8月1日上午8時，一個簡易爆炸裝置在茨欣瓦利附近的道路上引爆，撞上一輛格魯吉亞警用貨車，炸傷5名格魯吉亞警察。作為回應，格魯吉亞狙擊手向南奧塞梯陣地開火，打死四名奧塞梯人，打傷七人。根據大多數報導，南奧塞梯人對煽動炸彈爆炸負責，這標誌著敵對行動的開始，自1992年以来的和平被打破。激烈战斗在喬治亞部队和南奥塞梯民兵部隊之间展开。第一次交火造成6人死亡，21人受伤。交战双方指责对方先开火。8月3日，俄罗斯政府准许南奥塞梯人开始疏散到俄罗斯境内。交火第一天，共有20辆巴士载着难民撤离交火区。8月4日，5個營的俄羅斯部隊部署到連接南奧塞梯與北奧塞提亞的羅基隧道。零星的戰鬥持續數天。8月6日，喬治亞稱，他們損失了一輛裝甲運兵車並且有3名士兵受傷，另有10名喬治亞士兵在零星的戰鬥中阵亡。

### 8月7日至8月8日：喬治亞攻擊南奧塞提亞
喬治亞維和部隊宣稱南奧塞梯軍違反停火條件，因此攻擊南奧塞提亞自治州武裝部隊。而俄罗斯宣称，8月8日凌晨04時45分，格鲁吉亚部隊使用多管火箭炮和重型火砲對城市砲擊，進而出動兩個營的兵力在坦克和裝甲運兵車掩護下佔領首府茲辛瓦利，成功佔領當地後轉而向駐防在鄰近地區的俄羅斯維和部隊營地發動攻擊。此事件導致千多名當地居民和13名俄羅斯維和士兵死亡，150名士兵受傷 。茨欣瓦利市嚴重損毀，俄方隨即調遣駐北高加索部隊進入該區。茨欣瓦利平民不得不躲藏在地下室裡。有非政府組織質疑當日的死傷人數。人權觀察声称，他们曾在12日與13日到茨欣瓦利視察，發現44人死亡，而且幾乎沒有死亡名單，该组织因此认为，死亡人數被嚴重誇大。该组织还声称，他們曾採訪一些村落，記錄當中一些事發在南奧塞梯有關搶掠及其他人道災害的描述，以及記錄相信是喬治亞軍在市中心使用榴彈火箭砲的證據，在該數日死亡人數暫時仍在爭拗，未能下定論。俄方则在8月8日聲稱，俄方維和部隊和南奧居民的傷者或屍體已被格魯吉亞軍方「處理」。

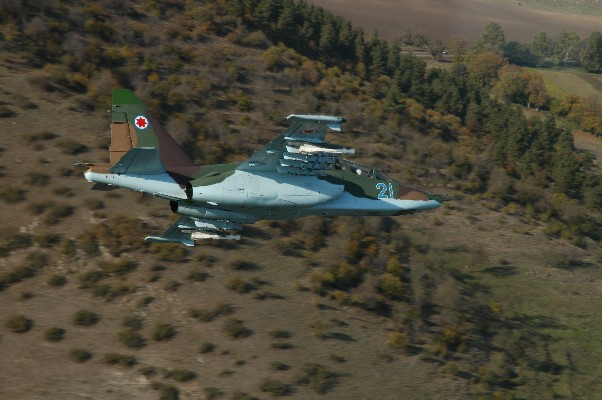
一架喬治亞的Su-25攻擊機在執行任務

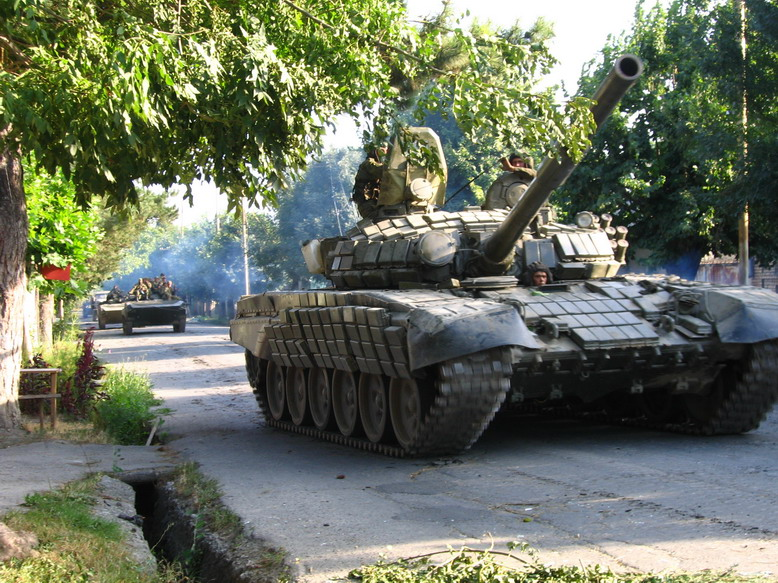
攻入南奥塞梯的俄羅斯坦克

### 8月8日：俄羅斯進攻
俄羅斯因为在南奥塞梯有众多具有格鲁吉亚和俄罗斯双重国籍的公民，便以保護國民為由，進攻南奧塞梯並且和格鲁吉亚軍開戰。同時俄羅斯軍隊的主戰坦克、步兵戰車和自行榴彈砲正在趕往衝突區。。格鲁吉亚政府稱有60名平民死於俄軍的空襲。俄羅斯傘兵部隊開始被部署在南奧塞梯地區。俄羅斯國防部的報告說，格鲁吉亚軍已造成至少10人的俄羅斯士兵死亡。

### 8月9日：戰事升級
俄羅斯佔領了茨欣瓦利。并開始轟炸喬治亞控制地区。時在北京參加奧運開幕式的普京總理譴責喬治亞的“侵略行動”，並且前往北奧塞梯看望傷員並且指揮軍隊。但普京的發言人表示說，這次視察沒有任何軍事成分。對此喬治亞總理發佈戒嚴令，宣佈喬治亞全國進入「戰爭狀態」，及在下午向俄羅斯要求停戰谈判，但被拒絕。因為俄羅斯聲稱喬治亞部隊並沒有撤退，而僅僅是在重組力量。俄羅斯和喬治亞軍隊展開夜間激烈砲戰。第比利斯附近的一個飛機場早些時候被轟炸。喬治亞政府聲稱，他們已擊落10架俄羅斯戰機及俘虜3名飛行員。更多的俄羅斯傘兵和裝甲部隊被部署在南奧塞梯地區。

### 8月10日：格魯吉亞從南奧塞梯撤出

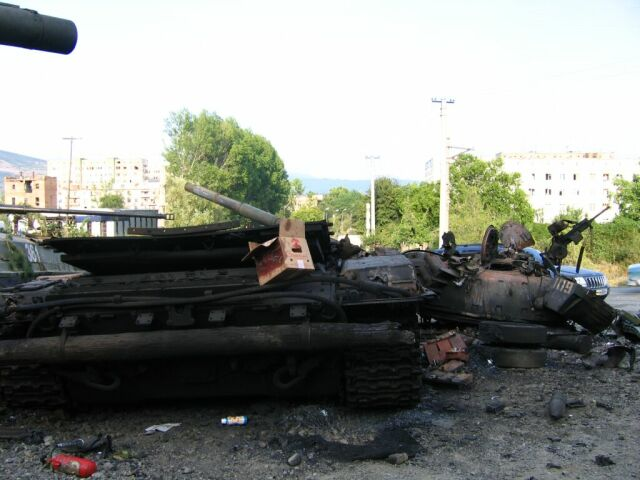
茨欣瓦利被击毁的格鲁吉亚坦克

俄羅斯轟炸了驻扎在阿布哈茲自治共和國中的喬治亞軍（該自治共和國和南奧塞梯一樣，虽然名为格鲁吉亚领土，却實質上處於獨立狀態），戰事擴大到阿布哈茲，阿布哈茲已宣佈進入“戰爭狀態”，宣布動員預備役人員。另外俄羅斯黑海艦隊也在喬治亞黑海沿岸佈署3艘驅逐艦，計畫封港。烏克蘭政府表示不排除會禁止俄艦返回位於烏克蘭的基地，以防捲入紛爭。受俄羅斯猛烈攻擊的壓力下，喬治亞軍已開始自南奧塞梯撤退，但俄羅斯與喬治亞在南奧塞梯地區的交戰仍在繼續。俄方維和部隊控制了茨欣瓦利大部分地區，並與喬治亞軍在市郊展開激戰。俄羅斯方面宣布在黑海阿布哈茲海域擊沉了喬治亞海軍的一艘導彈快艇。同一天有兩架俄羅斯空軍Su-25攻擊機被擊落。格魯吉亞總統薩卡什維利宣佈單方面停火，並簽署停火令，願意開展對話。俄羅斯總理普京表示政府已準備101億元俄羅斯盧布援助南奧塞梯。

### 8月11日：俄羅斯繼續進攻
南奧塞梯首府茨欣瓦利處於俄军的控制之下，但南奧塞梯戰火亦然持續。喬治亞內政部表示，俄羅斯戰機凌晨空襲了喬治亞首都第比利斯郊區的一個特種部隊營地和一個空中控制中心。另外阿布哈茲戰事有擴大現象，阿布哈茲總統謝爾蓋·巴加普什宣布部分地區進入軍事狀態。喬治亞有2500名的警察部隊部署在靠近阿布哈茲的地區。俄羅斯駐當地維和部隊司令在11日已向駐守阿布哈茲的喬治亞守軍發出最後通牒，要求喬治亞軍繳械，在當地時間晚10點前全面施行“去軍事化”。同時俄軍向阿布哈茲增派了9000名傘兵以及350輛裝甲車。
阿布哈兹部队袭击了格鲁吉亚控制的科多里河谷，开辟了第二条战线。8月9日，阿布哈兹飞机和火炮开始向科多里谷地的格鲁吉亚部队射击。三天后，阿布哈兹分离主义者正式证实了对上阿布哈兹科多里河谷的袭击。据一位阿布哈兹官员说，格鲁吉亚人由于军事行动被迫离开科多里河谷。科多里河谷约有2,000人被迫逃离该地区。
同时俄罗斯军队从阿布哈兹袭击了格鲁吉亚西部，开启了新的战线。尽管俄罗斯政府官员此前曾表示他们不会进入格鲁吉亚其他地区，但俄罗斯军队在祖格迪迪占领了当地警察局。当天，俄罗斯军队进入了塞纳基市，并占领了那里的军事基地。

格魯吉亞總統薩卡什維利誓言絕不會投降。俄軍坦克派遣一隊坦克深入格魯吉亞境內，攻打戰略城市哥里。隨著俄羅斯部隊的挺進，傍晚數千名格魯吉亞官兵、坦克和其他軍用車輛從南奧塞梯以南的哥里撤離到第比利斯。由於俄羅斯軍隊的逼近，戰火開始威脅喬治亞首都第比利斯，而俄羅斯派遣的紧急應變部队已經抵達南奧塞梯首府茨欣瓦利，準備提供人道援助。

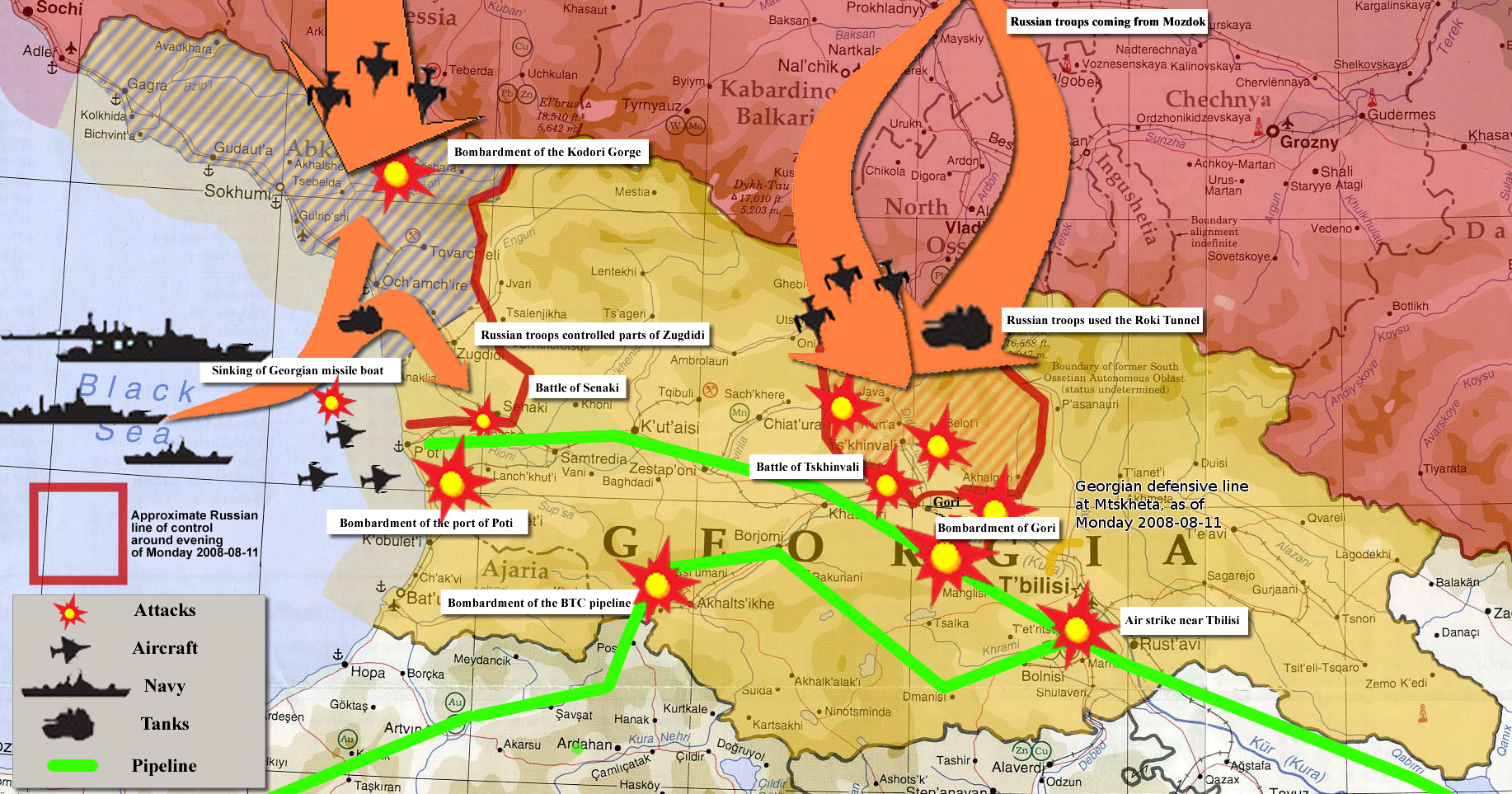
俄羅斯軍隊的攻擊方向。

### 8月12日：俄國空襲喬治亞導致全面戰爭爆發
南奧塞梯方面稱，喬治亞軍隊炮击用於撤離難民的道路，並且繼續攻擊南奧塞梯，雖然已經有人聲稱喬治亞實行停火。俄軍方發言人宣稱，俄空軍損失的一架Tu-22M逆火戰略轟炸機很可能是被格魯吉亞的S-200地對空飛彈所擊落。另外格魯吉亞總統米哈伊尔·萨卡什维利聲稱及根據香港有線電視同日報導，哥里一度失守落入俄軍手上，城市房屋和基礎設施損毀嚴重，但外國傳媒和美國则称俄軍并未進入哥里市。喬治亞指責俄羅斯出兵哥里，但俄羅斯聲稱他們只是在執行偵察任務。俄羅斯總統梅德韋傑夫早些時候向國防部下令暫停針對喬治亞的軍事行動。人權觀察指出俄軍於12日在哥里民居投下集束炸彈，造成平民死傷。但據俄羅斯維和部隊發言人稱，俄方停火後，在南奧塞梯的喬治亞軍隊仍然不時地在不同位置向俄軍射擊。喬治亞總統薩卡什維利表示喬治亞決定退出獨聯體，俄羅斯對此表示遺憾。

### 8月13日與14日：俄軍不願交還哥里
有媒体报道在雙方宣稱執行停火令後，俄軍坦克仍然可見於哥里與第比利斯之間。直到8月14日，哥里仍然是處於被俄國軍隊“佔領”的狀態，有記者聲稱在城市周圍聽到了一連串的爆炸聲。
另外亦有喬治亞媒體聲稱俄軍11日至13日期間在哥利對喬治亞人實行種族滅絕以及在當地殺人放火搶劫和強姦當地婦女。但在8月12日，一名美軍將領接受法新社訪問時指北約沒有得到任何證據和情報顯示有俄軍出現在哥利市內，他也不清楚為何喬治亞那邊會這樣說。

### 8月15日與16日：停火協議簽署
經過美國對條約的解釋，喬治亞方面已於8月15日簽訂停火協議，但是直到16日，俄軍仍舊是處於轟炸喬治亞的狀態，沒有退出喬治亞的顯示。有美國電視台記者在與俄軍一起移動時仍遭喬治亞民兵槍擊。

### 8月22日：俄軍撤離
俄國防部長謝爾久科夫宣布在8月22日全體俄軍撤離到南奧塞提亞，部分駐守在南奧塞提亞和阿布哈茲。

## 後續
2008年9月4日，俄聯邦委員會主席謝爾蓋·米羅諾夫申明，若南奧塞梯和阿布哈茲再次受到侵犯，俄方必定採取回擊的方式。也提起不允許任何人殺害俄方的公民，不允許任何人對即將跟俄國簽署相關協議的國家做出侵略。

## 影響
俄羅斯和格魯吉亞連日爆發激戰，大批難民爭相逃出南奧塞梯（俄方向聯合國報告估計向北奧塞梯逃難約 30,000人，喬治亞向聯合國通報向喬治亞逃難約15,000人），越境進入俄羅斯和格魯吉亞境內避難。大批喬治亞人亦因為爆發激戰而被迫逃離家園，主要是哥利的難民（喬治亞向聯合國報估計約73,000人）。軍事衝突已逼使阿塞拜疆暫停經由格魯吉亞兩個港口輸出原油和成品油。同時，哈薩克也停止從格魯吉亞的巴統港出口原油。格魯吉亞將對亞美尼亞的俄羅斯天然氣供應量減少三分之一。第比利斯國際機場的部分航班因戰事而被迫取消。由於格魯吉亞和俄羅斯爆發軍事衝突，英國石油公司出於安全考慮關閉了兩條途經格魯吉亞的原油和天然氣管道。
纽约时报与华盛顿邮报引述南奧塞梯總統愛德華·科科伊季在八月十五日接受生意人报的采访，表示：“他（科科伊季）的人民與在他們背後的俄軍曾驅逐在南奧塞梯的喬治亞居民，並將不容許他們返回南奧塞梯，但他亦會調查與懲罰針對喬治亞居民的縱火與搶掠”。

## 国际反应
喬治亞和俄罗斯都将暴力冲突所造成的人道主义危机和金融市场动荡归咎于对方。大体而言，喬治亞将战争定性为俄罗斯对其领土的入侵。而俄罗斯则指控喬治亞屠杀奥塞梯人，同时威胁到了俄驻南奥塞梯维和部队的安全。大多数国际社会成员（包括国家、国际组织和民间团体）均呼吁双方恪守和平保持克制。其中一些国家支持喬治亞捍卫本国主权和领土完整的行动，另一些则为俄罗斯的军事调停背书。
- 欧盟：8月9日欧盟轮值主席国法国总统萨科齐与美国总统布什共同宣布，欧盟与美国将派出一个联合代表团，就停火问题同各方斡旋[70]。而歐盟在11日宣佈提供一百萬歐元，協助受到俄罗斯与喬治亞衝突影響的兩國人民[71]。
- 北约：北约官方网站发表秘书长声明：「北大西洋公约组织秘书长夏侯雅伯嚴重關切正發生于喬治亞南奧塞梯地区的事件，聯盟将密切注視后续进展。秘书长呼吁各方立即停止武装冲突并以对话解决危机」[72]。
- ：8月7日，联合国秘书长潘基文表示严重关切并呼吁冲突各方避免采取任何「可能使情况进一步恶化和威胁该地区稳定的行为」[73]。8月8日上午4时，联合国安理会应俄罗斯要求，召开紧急会议讨论相关局势[74]。会议表达了对冲突升级的关注，但未能就停火问题达成一致[75]。
- ：总理陆克文呼吁立即停火，并尊重喬治亞的领土完整[76]。
- ：外交部发言人哈扎尔易卜拉欣说，喬治亞的行动符合国际法的要求，阿塞拜疆承认喬治亞的领土完整[77]。据阿塞拜疆媒体报道，居住在阿塞拜疆卡希和扎卡塔雷地区的一些喬治亞族人已穿过边境协助喬治亞作战。
- 中华人民共和国：外交部发言人秦刚表示，中方对南奥塞梯地区紧张局势升级，发生武装冲突表示「严重关切」。中方呼吁有关方面保持克制，立即停火。衷心希望冲突各方通过对话和平解决争端，以维护该地区的和平与稳定[78]。外交部亦强调，俄罗斯与喬治亞在奥运会期间开战，违背了奥运精神[79]。
- 古巴：支持俄罗斯要求喬治亞从南奥塞梯无条件撤军，劳尔·卡斯特罗表示「喬治亞捍卫国家主权是谎言。要求侵略者撤出军队是正当的」，并补充说，南奥塞梯在历史上就是俄罗斯的一部分。劳尔同时谴责美国袒护喬治亞[80]。
- 法國：「法国一直试图敦促双方达成停火」[81]。
- 德国：德国政界对此反应不一。外交部長施泰因邁爾8月8日表示，他对骤然升级的暴力冲突感到震惊，并要求有关各方立即停止战争行为。他呼吁国际社会积极应对「蔓延至整个高加索的紧张、暴力和迫在眉睫的战争」[82]。外交部副部长诺特·埃尔勒指责喬治亞违背国际法，打破1992年同俄罗斯及南北奥塞梯共同签署的四方停火协议[83]。基民盟外交政策发言人冯·克莱登则认为，俄罗斯是「咎由自取」[83]。
- 以色列：外交部发表声明：「以色列承认喬治亞的领土完整，并呼吁和平解决有关冲突」[84]。另据民间智庫Stratfor（英语：Stratfor）报道，出于俄罗斯的反对，以色列正计划停止对喬治亞的武器出口[85][86]。
- 日本：外務省对罹难者表示哀悼并呼吁冲突各方回到谈判桌前。外务省重申，日本尊重喬治亞领土完整[87]。
- 塞爾維亞：谴责联合国和国际社会在科索沃与南奥塞梯问题上执行双重标准。科索沃和梅托希亚专员奥利弗·伊万诺维奇表示，正是科索沃给了南奥塞梯「灵感和勇气」。喬治亞正试图通过暴力解决争端，「这与我们在1999年的做法如出一辙」[88]。
- 美国：助理国务卿丹尼尔弗里德（英语：Daniel Fried）在8月13日白宮記者會上說到，「現在不是1968年俄國當年侵犯捷克斯洛伐克的時候，那時俄國可以用坦克車威脅他的鄰國，佔領別人的首都，推翻一個政府然後可以就此逃脫；現在情勢已經變了」[89]。国务卿赖斯要求俄罗斯撤军以尊重喬治亞的领土完整[90]。布什总统表示，俄罗斯对喬治亞的空中打击是冲突升级的危险信号[91]。美国副总统切尼8月10日表示，俄罗斯的侵略将损害其同美国乃至整个国际社会的关系。在这场冲突中美国“站在喬治亞一边”[92]。

## 影視作品
- 《八月戰事》：格魯吉亞觀點的電影。
- 《奧林匹斯地獄》：俄羅斯和南奧塞梯觀點的電影。
- 《八月八日》：俄羅斯和南奧塞梯觀點的電影。